# Pantaleó Montserrat i Navarro
Pantaleó Montserrat i Navarro   (Maella, 28 de juliol de 1807 - Frascati, 21 de juliol de 1870) va ser un sacerdot i bisbe catòlic.

## Biografia
Estudià dret a Saragossa, i s'hi doctorà en dret canònic i dret civil. Ordenat sacerdot el 17 de setembre del 1832, el 1834 fou designat canonge-arxipreste de Tarassona. Amb quaranta-tres anys fou nomenat penitencier de Saragossa, i el 1852 li oferiren el deganat de Tarassona i el bisbat de Vic, càrrecs que declinà; quan va quedar vacant la diòcesi de Saragossa, hi exercí de vicari capitular el 1858. El 1862 acceptà el nomenament de bisbe de Badajoz. El 1r d'octubre del 1863 accedí al bisbat de Barcelona, diòcesi en el qual desplegà una intensa activitat cultural i pastoral, amb la instauració de les festes de la Mercè. Es dedicà especialment als convents femenins, que havien passat a la jurisdicció episcopal el 1851, i per als quals dictà normes per al seu bon govern.
La intensa tasca caritativa a la qual es va decicar durant l'episodi de pesta del 1865 a Barcelona li comportà el reconeixement municipal i estatal per una banda, i l'afecte popular per una altra. Aquest darrer es mostrà durant la Revolució de Setembre del 1868 amb una actitud respectuosa envers la seva figura. Quan se'n va anar cap a Roma per assistir al Concili Vaticà I, amb un comiat multitudinari de més de cinquanta mil persones. En el concili treballà activament com a membre de la congregació de disciplina eclesiàstica fins que emmalaltí per febres palúdiques; fou atès pels escolapis, que el traslladaren a Frascati, on morí. D'origen humil, en les seves disposicions testamentàries manà que amb els seus béns es fundés a Barcelona un seminari-asil per a capellans que encara continua al barri de les Corts sota l'advocació de sant Josep Oriol.
El 1867 va erigir La Palma de Cervelló com a parròquia independent de Cervelló, així com la de la Puríssima Concepció de Sabadell. Col·laborà amb articles jurídics i religiosos, en ocasió polèmics, al Diari de Barcelona (1865-1870), cobrint temes com la unitat catòlica, la tolerància i la llibertat de culte. També fou autor de conferències, un catecisme i diverses obres pietoses. Promogué l'associació propagandística d'Apostolat de la Premsa, que es va fundar poc després de la seva mort el 1871 a Barcelona.

## Obres
- Carta pastoral Badajoz: Gerónimo Orduña, 1862
- Carta pastoral que dirige al clero de su diócesis el ... al comunicarle la carta que ha recibido de Su Santidad el pontífice Pio IX en 27 de noviembre del año último Badajoz: Gerónimo Orduña, 1863
- Carta pastoral que ... dirige á sus diocesanos con motivo del jubileo concedido por S. S. en su carta encíclica Quanta cura, y la inteligencia de su doctrina Barcelona: Pablo Riera, 1865
- Nos D. D. Pantaleon Monserrat y Navarro, por la gracia de Dios y de la Santa Sede Apostólica obispo de Barcelona, ... al venerable dean y cabildo de nuestra santa iglesia catedral, á los reverendos arciprestes, párrocos, clero de nuestra diócesis, al amado pueblo fiel que el Señor nos ha confiado Barcelona: Pablo Riera, 1865
- Carta pastoral que ... dirige al clero y pueblo de su diócesis con motivo de la proximidad del santo tiempo de cuaresma Barcelona: Pablo Riera, 1866
- Carta pastoral que ... dirige á su clero y fieles diocesanos con motivo del santo tiempo de Adviento, y de las alocuciones pronunciadas por nuestro santísimo padre Pio Papa IX en el último consistorio de 29 de octubre Barcelona: Pablo Riera, 1866
- Instruccion y exhortacion pastoral que ... dirige al clero y fieles de su diócesis sobre la enseñanza de la doctrina cristiana Barcelona: Pablo Riera, 1867
- Carta pastoral Barcelona: Pablo Riera, 1868
- Consideraciones filosófico-cristianas y políticas sobre la tolerancia y libertad de cultos en España Barcelona: Pablo Riera, 1868
- Carta pastoral Barcelona: Pablo Riera, 1869
- Compendi de la doctrina cristiana: adoptat per acort dels Exms. é I-lms. Srs. Doctor D. Pantaleon Montserrat y Navarro, Bisbe de Barcelona y Doctor D. Joseph Caixal i Estradé, Bisbe d'Urgell: per us dels seus respectius diocesans.  Barcelona: Imprenta religiosa de la Viuda Miró y Cª, 1872, p. 128.